# قصف قندهار (2001)
```
كان 
قصف قندهار
 عام 2001 عبارة عن سلسلة من العمليات العسكرية التي أجريت في 
قندهار
 
وأفغانستان
 وحولها خلال شهر أكتوبر 2001 ، كجزء من بدء العمليات العسكرية الأمريكية في 
أفغانستان
.
```

## التسلسل الزمني
في أعقاب هجمات 11 سبتمبر 2001، شنت الولايات المتحدة وحلفاؤها حرب على الإرهاب، وقد بدأ أول خطواتها بالهجوم على مواقع طالبان الرئيسية داخل أفغانستان.
في 7 أكتوبر 2001، في تمام الساعة 6:30 مساءً بالتوقيت المحلي، تم إطلاق الموجة الأولى من الهجوم على طالبان. مجموعة من قاذفات سلاح الجو الأمريكي (USAF) تتألف من خمسة بي-1 لانسر وعشرة بي-52 ستراتوفورتريس أقلعت من دييغو غارسيا في المحيط الهندي. وتم تدعيمها بخمسة وعشرين طائرة أمريكية من طراز إف-14 توم كات وإف/إيه-18 هورنت من حاملات الطائرات يو إس إس إنتربرايز ويو إس إس كارل فينسن أقلعت من قواعدها من شمال بحر العرب. زودت القوات الجوية الملكية البريطانية بطائراتها المكونة من لوكهيد إل-1011 تراي ستار وماكدونل دوغلاس كيه سي-10 إكستندر الوقود جوا لقوات التحالف . أنطلقت من قاعدة وايتمان للقوات الجوية طائرتين من نورثروب غرومان بي 2 سبيرتللمشاركة في الهجوم، بمساندة من طائرات نورثروب غرومان إي إيه-6 بي براولر بدون طيار.
في تمام الساعة 9:00 مساءً، أطلقت قوات البحرية والجوية الأمريكية والقوات البحرية الملكية البريطانية العديد من الصواريخ التي يبلغ مجموعها خمسين صاروخًا من طراز توماهوك وكروز ضد منشآت طالبان العسكرية ومراكز الاتصالات ومعسكرات تدريب إرهابية مشتبه بها. تم اختيار التوقيت ليتزامن مع وصول قاذفات القنابل، والتي أسقطت مجموعة متنوعة من القنابل بما في ذلك قنبلة مارك 82، وذخائر الهجوم المباشر المشترك، زبوينغ هاربون، وإيه جي إم-154 والقنابل الموجهة بالليزر. ووفقاً لمصادر داخل البلد قدمت إلى هيئة الإذاعة الأمريكية سي أن أن، فإن الأهداف التي قصفت داخل قندهار تشمل معاقل طالبان، وكذلك منازل الأجانب العرب الذين عملوا مع نظام طالبان. أحد الأهداف الرئيسية للغارة الجوية في قندهار كان الملا عمر. وقد قوبلت الطائرات المهاجمة بنيران متفرقة من بطاريات المدفعية المضادة للطائرات التابعة للطالبان وصواريخ أرض جو. واعتبرت الولايات المتحدة أن الهجمات التي شنت ضد مدن كابل وجلال آباد وهرات، قد نجحت في تحقيق الهدف المتمثل في تحييد الدفاع الجوي لطالبان. تم إسقاط المواد الغذائية والإمدادات في المنطقة. قامت اثنان من ناقلات بوينغ سي-17 غلوب ماستر 3 بتسليم 37500 حصص يومية عن طريق الإسقاط الجوي إلى اللاجئين داخل أفغانستان في اليوم الأول من الهجوم. غير أن جهود الإغاثة واجهت نكسة من تدخل طالبان. تمت مداهمة مخازن برنامج الغذاء العالمي في قندهار واستلمها جنود طالبان، الذين «ضبطوا حوالي 7000 طن من الطعام». على أمل تجنب رد فعل عنيف من قبل المدنيين، نشرت القوات الجوية الأمريكية طائرة مروحية من طراز لوكهيد إي سي - 130 لبث رسالة مفادها كانت طالبان وحلفاؤها هم الهدف الوحيد للهجمات وليس المدنيين.

## بعد
في أعقاب الضربات الجوية الناجحة ضد المدينة، وبعد النكسات السريعة التي مرت بها قوات طالبان في جميع أنحاء البلاد، تم دمج الكثير من القوات العسكرية بشكل مباشر وغير مباشر من قبل الملا عمر في مدينة قندهار. في 18 نوفمبر، طلبت الولايات المتحدة مساعدة كل أغا شيرزي، وهو قائد مناهض لطالبان والحاكم السابق لمقاطعة قندهار. في 25 نوفمبر، قامت الولايات المتحدة بنقل وحدة مكونة من 750 جندي من مشاة البحرية من وحدة مشاة البحرية الخامسة عشر لإنشاء قاعدة أمامية في معسكر الكركدن،  على بعد 100 ميل (160 كم) جنوب قندهار. في هذا الوقت، كان القادة المتحالفون يضعون اللمسات الأخيرة على قرار إرسال المظليين البريطانيين من الكتيبة الثانية، المتمثلة فوج المظليين. هذه الأحداث مهدت الطريق لاستسلام قندهار وطالبان في 7 ديسمبر.